# Norwalk (Metro de Los Ángeles)
Norwalk es una estación en la línea C del Metro de Los Ángeles y es administrada por la Autoridad de Transporte Metropolitano del Condado de Los Ángeles. La estación se encuentra localizada en Norwalk, California entre San Gabriel River Freeway y Century Freeway.

## Servicios
- Metrolink vía línea Norwalk Transit 4.
- Metro Local: 111, 115, 121, 125, 270
- Metro Express:  460, 577X
- Norwalk Transit: 2, 4, 5
- Long Beach Transit: 172, 173